# Redfield (Arkansas)
Redfield is een plaats (city) in de Amerikaanse staat Arkansas, en valt bestuurlijk gezien onder Jefferson County.

## Demografie
Bij de volkstelling in 2000 werd het aantal inwoners vastgesteld op 1157.
In 2006 is het aantal inwoners door het United States Census Bureau geschat op 1169, een stijging van 12 (1,0%).

## Geografie
Volgens het United States Census Bureau beslaat de plaats een oppervlakte van
7,0 km², geheel bestaande uit land. Redfield ligt op ongeveer 86 m boven zeeniveau.

## Plaatsen in de nabije omgeving
De onderstaande figuur toont nabijgelegen plaatsen in een straal van 24 km rond Redfield.